# Biserica catolică din Cotnari
Biserica catolică din Cotnari (ruine) se află în localitatea omonimă din județul Iași. Edificiul figurează pe lista monumentelor istorice din anul 2015, având codul de clasificare  IS-II-m-A-04136.

## Istoric și trăsături

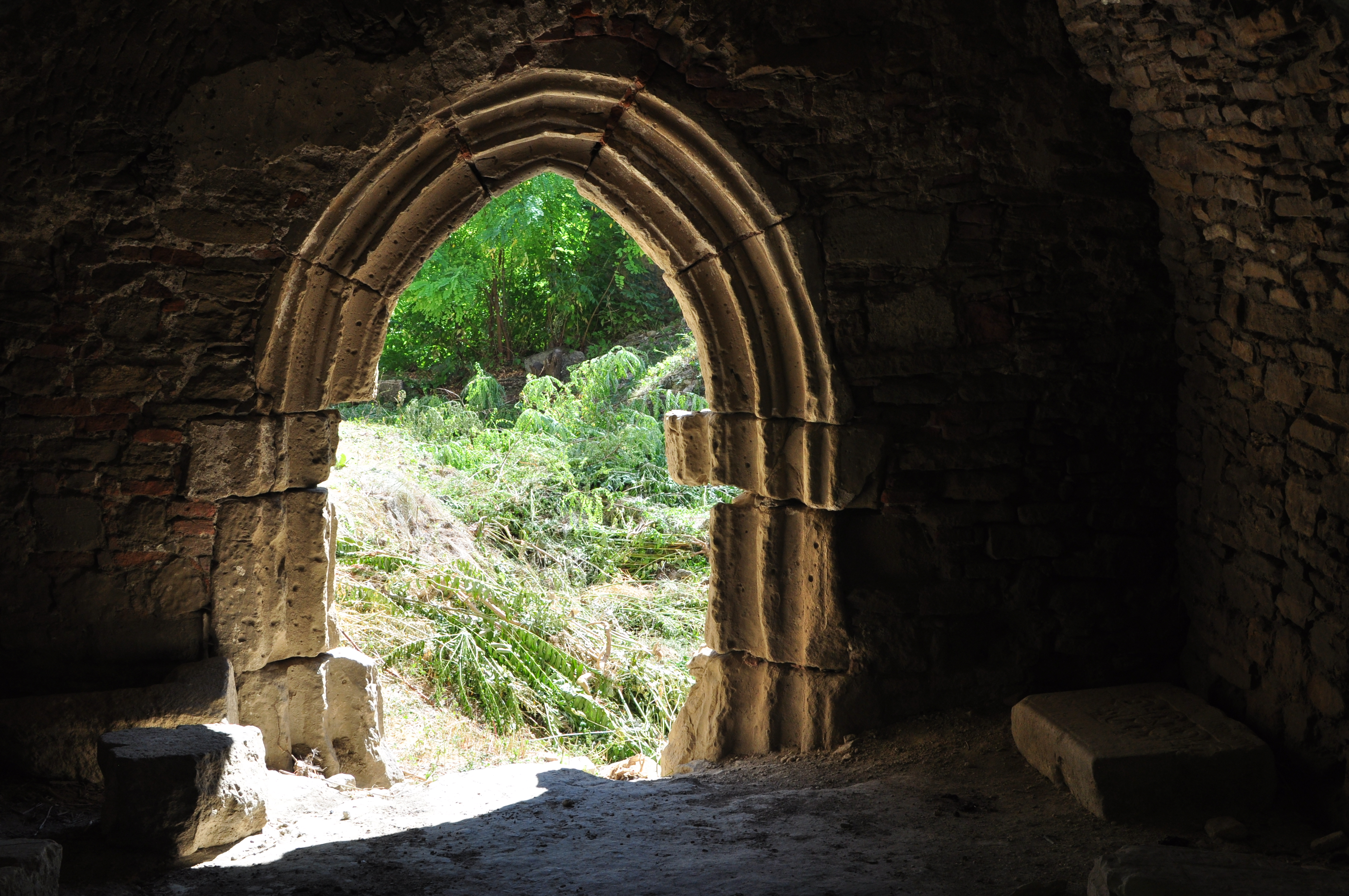
Ancadrament gotic

Potrivit Codex Bandinus localitatea a fost întemeiată de sași și maghiari, de la care provine și denumirea de Kutnar, de la kut (fântână). În primele decenii ale secolului al XV-lea era un important centru catolic.
Edificiul a fost ridicat în secolul al XV-lea în stil gotic, din piatră brută, după un plan ce cuprinde un altar boltit cu sacristie (o mică încăpere în care erau păstrate obiectele de cult și veșmintele preoțești), nava principală (cu trei bolți susținute de două coloane) și un vestibul desupra căruia se ridică un turn. Conform cronicarului Nicolae Costin (mare vornic al Moldovei, fiul lui Miron Costin), arhitectura edificiului este prezentată ca una de înaltă măiestrie, astfel; biserica are ancadramentele ușilor și ferestrelor din piatră. Ferestrele, de formă ogivală, au la partea superioară dublă evazare, atât la interior, cât și la exterior. Ferestrele turnului au fost realizate după tehnica fortificațiilor, forma acestora sugerând rolul de supraveghere și apărare.
Gheorghe Balș a considerat edificiul similar ca planimetrie cu Biserica fortificată din Apold, de lângă Sighișoara, iar ca elevație cu biserica din Șomartin.
Este posibil ca Despot Vodă, domn al Moldovei în perioada 18 noiembrie 1561 - 5 noiembrie 1563, să fi sprijinit financiar comunitatea catolică din Cotnari, concomitent cu finanțarea școlii protestante din localitate a lui Johannes Sommer.